# Marthinus Christoffel Botha
Marthinus Christoffel Botha (Pretoria, 1954) is een Zuid-Afrikaans schrijver.
Na de Hoërskool Menlopark te hebben afgerond, heeft hij een lange reis door Europa gemaakt. Bij terugkeer vestigde hij zich even in Kaapstad, waarna hij Onrus als woonplaats uitkoos. Hij is journalist, dichter en schrijver van korte verhalen. 

## Oeuvre
- Die hartklop van gevoel (1980) debuutbundel.
- Skertse (1981).
- Die prys wat jy moet betaal (1981) verhalen.
- Die einde van 'n kluisenaar se lewe (1982) verhalenbundel.
- Skaak (1983) toneelbewerking van een verhaal uit Die einde van 'n kluisenaar se lewe.
- Bome van kennis en ander verhale (1985).
- Sluvoet (1987).
- Zambesi (1988). reisverslag van Botha's tocht door Zimbabwe.
- Die arend (1991) speelt in Namibië net voor de onafhankelijkheid.
- Belydenis van 'n bedrieër (1997).